# Plotiště nad Labem

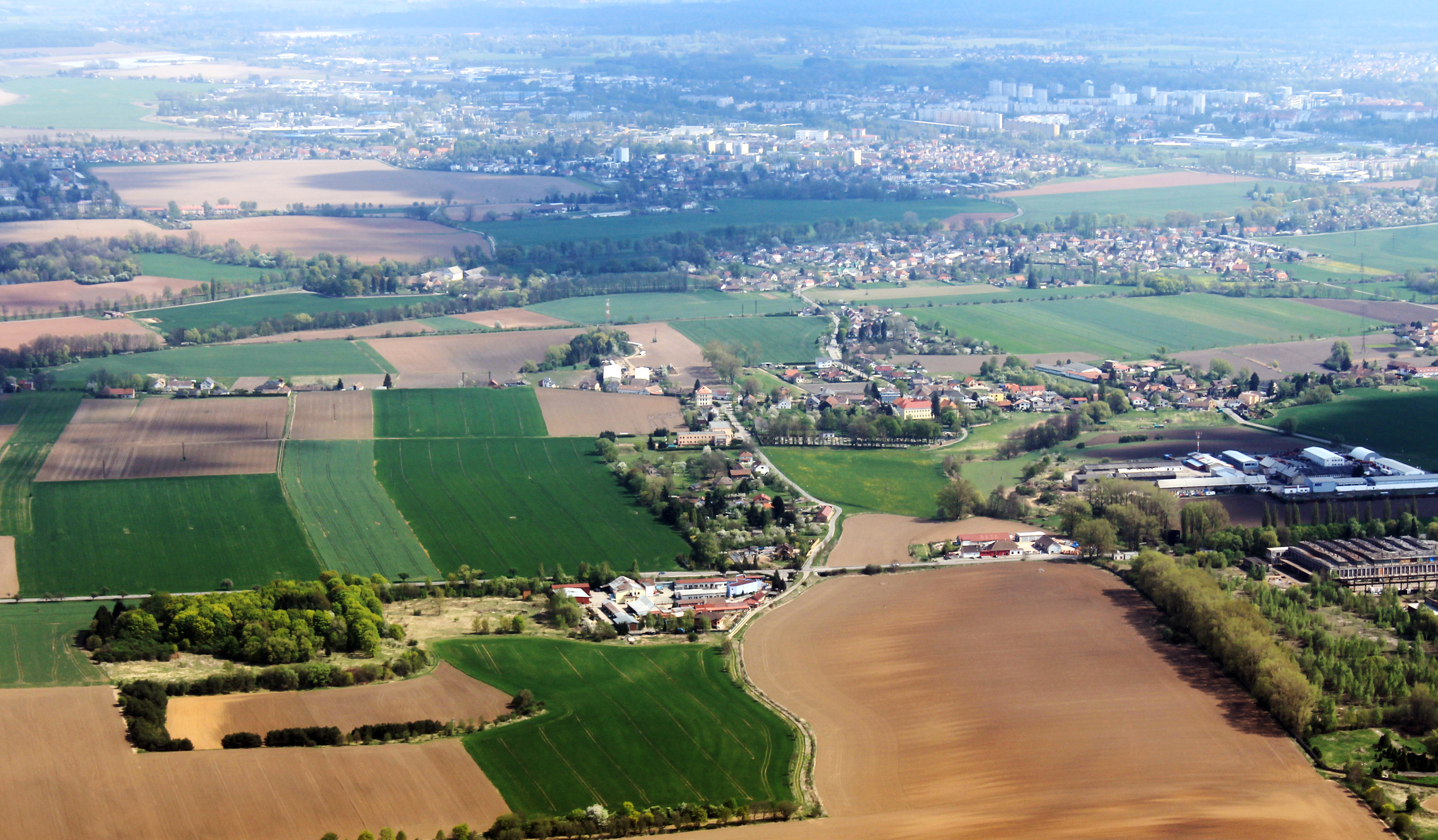
Luftaufnahme

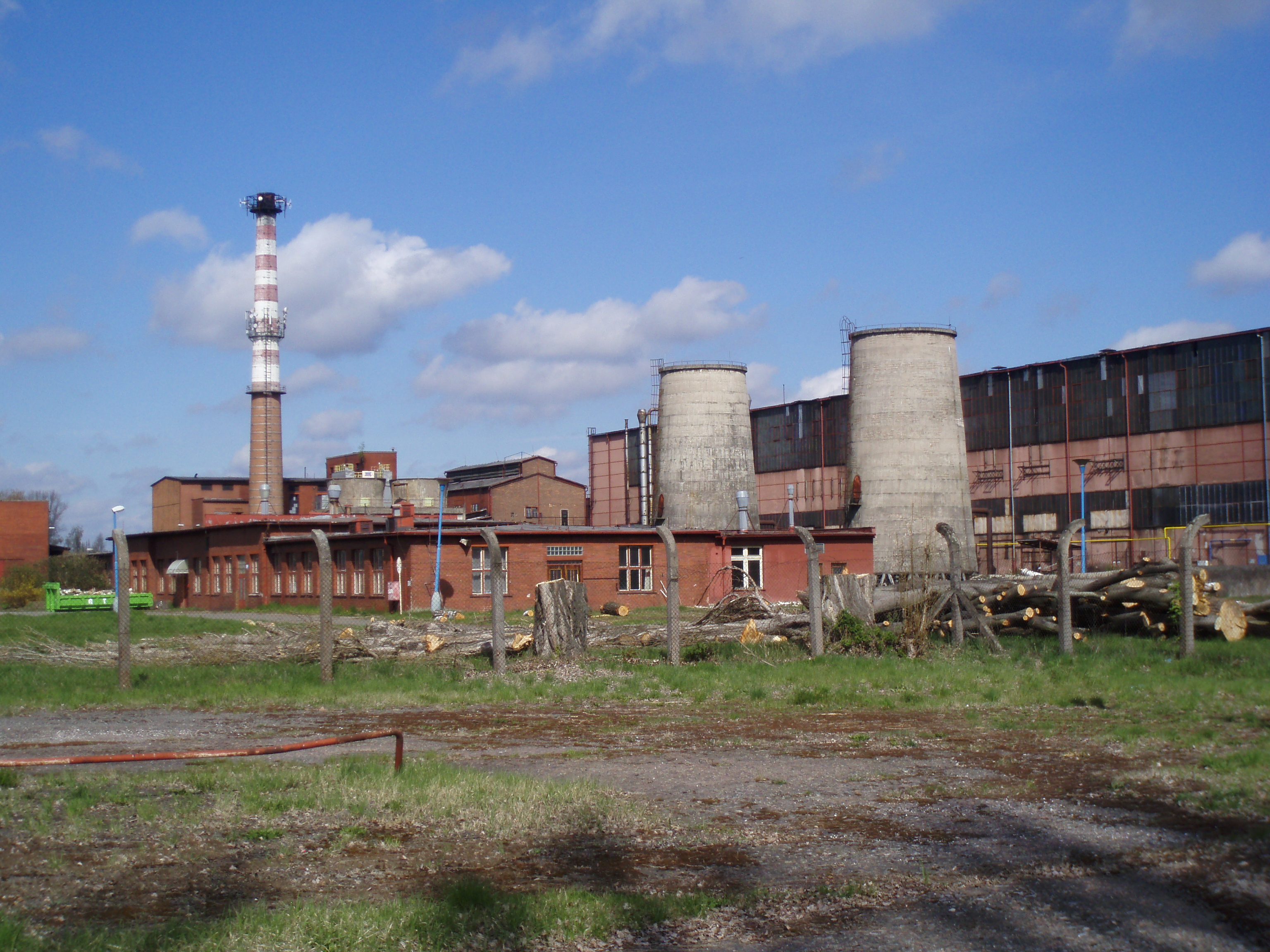
ČKD-Gelände

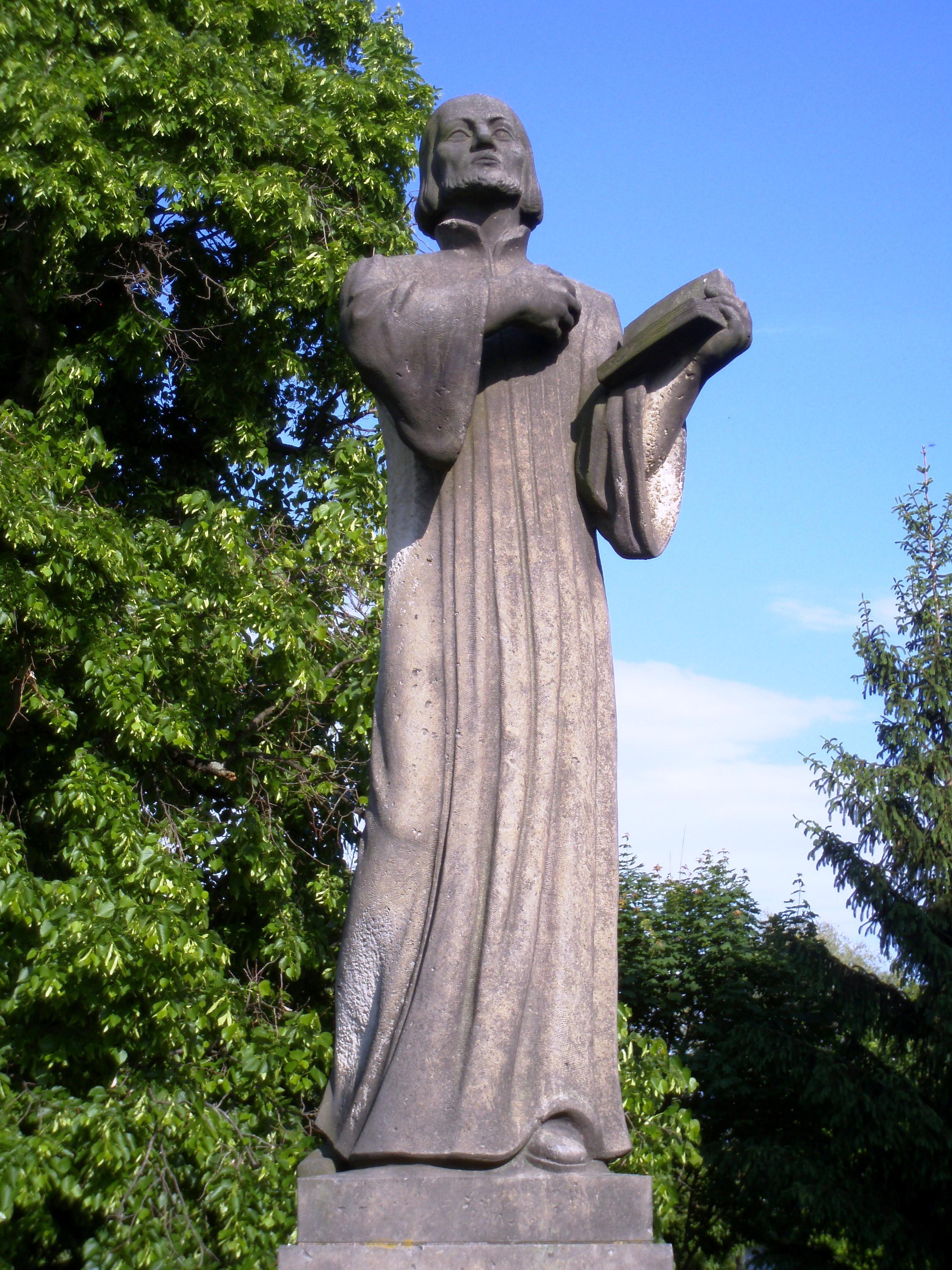
Jan Hus-Denkmal

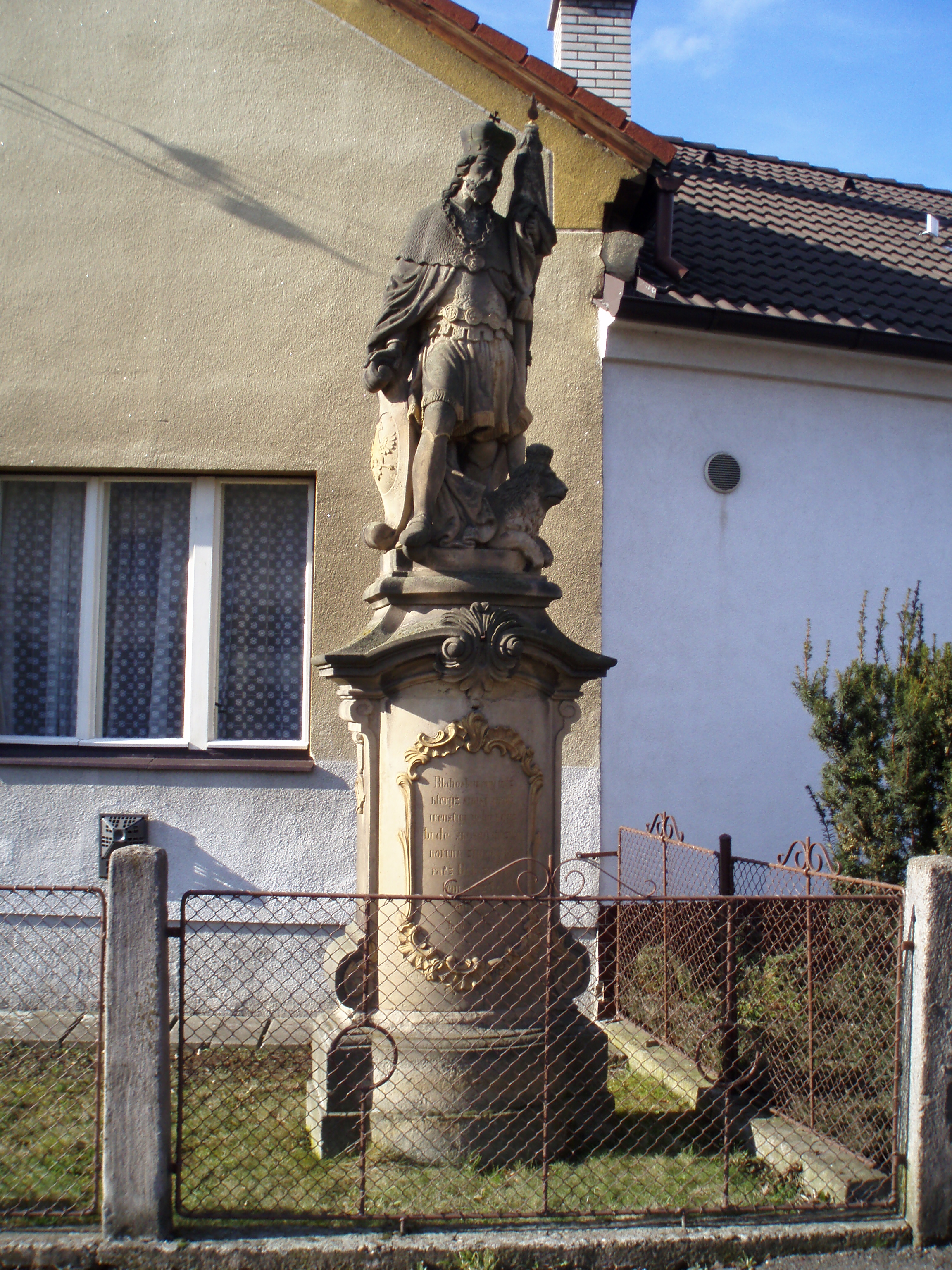
Statue des hl. Wenzel

Plotiště nad Labem (deutsch Plotischt, 1939–45 Zaunfeld) ist ein Ortsteil der Stadt Hradec Králové in Tschechien. Er liegt drei Kilometer nordwestlich des Stadtzentrums von Hradec Králové und gehört zum Okres Hradec Králové. In der zweiten Hälfte des 20. Jahrhunderts war Plotiště nad Labem ein bedeutender Maschinenbaustandort.

## Geographie
Plotiště nad Labem erstreckt sich rechtselbisch in der Východolabská tabule (Tafelland an der östlichen Elbe). Durch das Dorf fließt der Bach Melounka, der am Ortsrand in den Elbgraben (Labský náhon) mündet. Die östliche Gemarkungsgrenze bildet die Bahnstrecke Pardubice–Liberec; westlich des Dorfes verläuft die Silnice I/33/E 67 zwischen Hradec Králové und Smiřice, dahinter liegt die Industriebrache des ČKD-Motorenwerkes Plotiště. Am südlichen Ortsrand führen die Silnice I/35/E 442 zwischen Hradec Králové und Hořice sowie die Bahnstrecke Chlumec nad Cidlinou–Międzylesie entlang. Gegen Süden befindet sich der Hauptbahnhof.
Nachbarorte sind Neděliště und Předměřice nad Labem im Norden, Správčice und Rusek im Nordosten, Kydlinov und Plácky im Osten, Pražské Předměstí im Süden, Svobodné Dvory im Südwesten, Chaloupky und Bříza im Westen sowie Všestary und Světí im Nordwesten.

## Geschichte
Archäologische Funde belegen eine frühzeitliche Besiedlung der Gegend. Aus dem Jungpaläolithikum vor ca. 25.000 Jahren wurden Schaber aus Feuerstein und knöcherne Artefakte aufgefunden. Eine weitere Besiedlung ist in der Frühbronzezeit durch Siedlungsgruben mit Ablagerungen sowie Gräbern mit Beigaben aus Bronze und Bernsteinperlen nachweislich; zu dieser Zeit führte eine Handelsroute aus der Gegend von Náchod durch den Grenzwald ins Landesinnere. Ende der 1970er, Anfang der 1980er Jahre wurden auf den Feldern einige reich ausgestattete germanische Gräber aus der Eisen- und der Römerzeit aufgefunden.
Die erste schriftliche Erwähnung als obec Poddanoplotišťská erfolgte 1225, als König Ottokar I. Přemysl das Dorf der Stadt Hradec Králové im Zuge ihrer Erhebung zur Königsstadt schenkte. Die geistlichen Aufgaben nahmen die Minoriten vom Kloster Johannes des Täufers neben der Burg wahr. Nach der Einnahme von Hradec Králové durch die Orebiten ließ König Sigismund die Stadt im Juni 1420 mit ca. 10.000 Mann belagern, die ihr Lager für vier Wochen in Plotiště aufschlugen. Der Versuch, die Hussiten und insbesondere ihren Prediger Ambrož Hradecký aus der Stadt zu vertreiben, schlug fehl. Nachdem König Sigismund die Stadt zurückgewinnen konnte, verpfändete er sie 1437 einschließlich der Rychta und des Dorfes Plotiště  seiner Frau Barbara von Cilli als Sicherheit für die Morgengabe. 
1450 wurde Peter von Plotiště als Besitzer des Hofes und Vorwerkes Plotiště genannt, wenig später der Bürger Kydlín; Im Jahre 1468 gehörten die Feste und der Meierhof Plotiště dem Řehoř von Plotiště. In den 1530er Jahren besaß Dorota Kydlinová den Hof; es wird angenommen, dass sich die Mühle Kydlinov ursprünglich an der Melounka in Plotiště befand. Für seine neue Mühle in den Elbwiesen bewilligte die Stadtgemeinde dem Müller Mikuláš Kydlín im Jahre 1538 die Anlegung eines Grabens von der Elbe bei Předměřice und die Leitung des Wassers bis in den Březhrader Teich. Wegen der Beteiligung der Stadt am böhmischen Ständeaufstand konfiszierte Kaiser Ferdinand I. 1547 sämtliche Königgrätzer Stadtgüter und verkaufte die meisten der eingezogenen Dörfer, darunter auch Plotiště an Johann von Pernstein. Dessen Sohn Jaroslav veräußerte das Dorf wieder an die Stadt. Nach dem Tode des Jan Král von Plotiště fiel dessen Hof einschließlich fünf Chaluppen in Dolejší Plotiště 1635 als erledigtes Lehen an die Böhmische Kammer heim. Ende 1639 besetzten die Truppen des schwedischen Feldmarschalls Banér die Gegend und plünderten sie aus, nach einem Vierteljahr wurden sie am 20. Februar 1639 von kaiserlichen Truppen vertrieben. Danach war in Plotiště über lange Zeit ein Teil des Regimentes Kapaun von Swoykow einquartiert. Den Hof bewirtschafteten ab 1639 die Königgrätzer Jesuiten. 1643 wurde das Dorf von schwedischen und sächsischen Truppen verwüstet, zwei Jahre später fielen erneut die Schweden ein. Die meisten der Gehöfte lagen noch lange Zeit wüst, die Stadt Königgrätz ließ die verlassenen Anwesen schließlich aufteilen. Im Jahre 1651 lebten in Plotiště 124 Personen – ein Richter, ein Jungrichter, zwei Schöppen, acht Bauern, neun Chalupner, ein Kretschmer, ein Flachsdörrer und 13 Inwohner. Am 28. November 1698 wurde die 1692 vom Pater Quardian von der St.-Annen-Kirche in Všestary gegründete Brauerei wegen dort entstandenen Streitigkeiten offiziell nach Plotiště verlegt, tatsächlich erfolgte die Verlegung jedoch nicht. Zu Beginn des 18. Jahrhunderts bestand das Dorf aus 7 Bauern, 38 Chalupnern und 9 Inwohnern. Aus dem 1714 für das Steueramt erstellten Verzeichnis der Höfe geht hervor, das auch die auf den Fluren von Svobodné Dvory gelegenen Freihöfe Benedovský dvůr und Bohdanecký dvůr, ebenso der Věkošský dvůr in Věkoše seinerzeit Plotiště zugerechnet wurden. Bereits 1726 lässt sich der Tabakanbau nachweisen, verarbeitet wurde er in der Königgrätzer Fabrice und wahrscheinlich auch im Dorf. Im Jahre 1749 bestand Plotiště aus sieben Bauern sowie 43 Chalupnern, Gärtnern und Köttern. Um 1750 wurden die ersten Chaluppen am Elbgraben errichtet, die kleine Siedlung wurde anfänglich mit Plotiště u Náhona und seit 1799 als Platzky bezeichnet. 1757 brannte der Jesuitenhof bis auf die Grundmauern nieder. Im Jahre 1760 bestand das Dorf aus 34 Häusern. Zum Ende des 18. Jahrhunderts wurden die städtischen Höfe parzelliert und im Zuge der Raabisation emphyteutisch an Chalupner, Gärtner und Kötter aufgeteilt. Das Dorf war zur St.-Peters-Kirche in der Königgrätzer Vorstadt eingepfarrt; als diese 1787 wegen des Festungsbaus abgebrochen wurde, erhielt Plotiště einen eigenen Pfarrer, der anfänglich in der St.-Isidor-Kapelle predigte. 1788 wurde aus dem Vermögen der aufgehobenen Königgrätzer Kirche die St.-Peters-Kirche in Plotiště errichtet. Im Jahre 1789 bestand das Dorf Plotisstie samt den Freisassen aus 115 Häusern, von denen 29 zum Gut Pržim und eines zur Herrschaft Horžinowes gehörten; die Kirche war dem Apostel Petrus geweiht. Die erste Schule wurde nach den Angaben in der Pfarrchronik 1796 zunächst in einem Privathaus eingerichtet, noch im selben Jahre erfolgte der Bau eines hölzernen Schulhauses. In den Jahren 1817–1818 erfolgte der Um- und Ausbau der Kaiserstraße zwischen Königgrätz und Hořitz. Im Jahre 1826 war Plotischt auf 158 Häuser mit 834 Einwohnern angewachsen; zur Stadt Königgrätz gehörten die später als Frei Plotischt bzw. Svobodné Plotiště bezeichneten 43 Häuser mit 229 Einwohnern, weitere 84 Häuser mit 447 Einwohnern waren der Herrschaft Königgrätz untertänig. Vier Jahre später lebten in den 159 Häusern von Plotischt 961 Menschen, davon 260 in den 43 Häusern von Frei Plotischt. 1832 erreichte der erste Ausbruch der Cholera in Böhmen auch Plotischt. Am 15. April 1834, noch 14 Jahre vor der Abschaffung der Robot im Königreich Böhmen, schloss die Stadtgemeinde Königgrätz mit ihren Untertanen in Plotischt einen Robot-Abolitionsvergleich gegen eine Zahlung von 12.000 Silbergulden; die jährlichen Raten wurden bis 1848 gezahlt. 1835 erfolgte der Bau eines neuen Schulhauses mit zwei Klassenzimmern.
Im Jahre 1836 bestand das im Königgrätzer Kreis an der Hořitzer Straße gelegene Dorf Plotischt bzw. Plotisste aus 159 Häusern mit 961 Einwohnern. Davon gehörten 82 Häuser mit 496 Einwohnern zur k.k. Herrschaft Königgrätz, 32 Häuser mit 193 Einwohnern zum Gut Přim und zwei Häuser mit zwölf Einwohnern zum Hof Swetj; die 43 Häuser von Frei Plotischt mit 260 Einwohnern unterstanden der Gerichtsbarkeit des städtischen Magistrats. Zu Plotischt konskribiert war die aus drei Häusern bestehende Einschicht Kobyli Doly (Kobylí Doly). Unter dem Patronat des Religionsfonds standen die Pfarrkirche St. Peter und die Schule; außerdem gab es im Dorf die Kapelle des hl. Isidor, fünf Wirtshäuser und eine Mühle. Plotischt war Pfarrort für Platzky und Kobyli Doly sowie Teile von Ziegelschlag (Cihelna), Bohdanetz (Bohdanecké Dvory) und Schoßhöfen. Bis zur Mitte des 19. Jahrhunderts blieb das Dorf anteilig zwischen der k.k. Herrschaft Königgrätz, der Stadt Königgrätz, dem Gut Přim und der Herrschaft Hořeniowes aufgeteilt. 
Nach der Aufhebung der Patrimonialherrschaften bildete Plotiště ab 1849 mit den Ortsteilen Plácky und Kobylí Doly eine Gemeinde im Gerichtsbezirk Königgrätz. Die erste Gemeinderatswahl fand jedoch erst 1851 statt, da die Gemeindevorsteher zunächst einen Verbleib unter Königgrätzer Verwaltung angestrebt hatten. Der Bauer Karel Barták errichtete 1851 eine Stiftung für arme Schulkinder mit einem Kapital von 100 Gulden, aus deren Zinserlösen bis 1918 Stipendien ausgezahlt worden sind. Im Jahre 1855 erfolgte der Bau der Bahnstrecke Pardubice–Liberec. Auf den Feldern zwischen Plotiště und Kobylí Doly entstanden zu dieser Zeit fünf Ziegeleien. 
Nachdem sich während des Deutschen Krieges am 29. Juni 1866 die ersten von Náchod und Skalitz zurückweichenden k. k. Truppen der Stadt Königgrätz näherten, löste dies in Plotiště Panik aus; ein Großteil der Einwohner suchte ihr Leben durch Flucht zu retten. Vom 30. Juni bis 3. Juli waren in Plotiště 40.000 österreichische Soldaten untergebracht. Während der Schlacht bei Königgrätz wurden die Kirche, das Pfarrhaus und die Schule in ein Feldlazarett umgewandelt, in dem die zahlreichen Verwundeten zusammengepfercht wurden. Nach dem Rückzug der österreichischen und sächsischen Truppen plünderten die Preußen das Dorf und schleppten die Cholera ein, an der 35 Einwohner starben. 
Ab 1868 gehörte die Gemeinde zum Bezirk Königgrätz. Zwischen 1870 und 1873 erfolgte der Bau der Bahnstrecke Chlumetz-Königgrätz, die südlich des Ortsteiles Plácky auf einem Viadukt die Elbe überquerte. 1872 starben während einer siebenmonatigen Pockenepidemie 25 Kinder. Eine Sammlung für die Flutopfer in Prag erbrachte im selben Jahre 219 Gulden. 1881 begann der Bau der Kommercialbahn Königgrätz-Wostromeř, sie war die dritte Bahnstrecke, die über das Kataster der Gemeinde führte. Die Freiwillige Feuerwehr wurde 1886 gegründet. Wegen der zunehmenden Schülerzahl – im Schuljahr 1887/88 waren des 394 Kinder – wurde anstelle der Turnhalle ein Erweiterungsbau der Schule errichtet. Beim Zensus von 1890 bestand die Gemeinde Plotiště aus 196 Häusern und hatte 2229 Einwohner; darin inbegriffen waren die Ortsteile Plácky mit Kydlinov (33 Häuser mit 391 Einwohnern) und Kobylí Doly (4 Häuser mit 18 Einwohnern). 1898 beantragte der Gemeinderat eine Namensänderung in Plotiště nad Labem, 1902 wurde diese öffentlich bekannt gemacht. 1910 begannen bei Plácky die Arbeiten zur Elbregulierung. Im Zuge der territorialen Erweiterung der Stadt Königgrätz war für 1918 die Eingemeindung von Plotiště nad Labem (mit Plácky, Kydlinov und Kobylí Doly) vorgesehen; sie kam jedoch auf Grund der politischen Ereignisse nicht zustande.
Im Jahre 1937 entschlossen sich die Škoda-Werke zum Bau eines neuen Werkes bei Plotiště nad Labem, da die Werksanlagen in Kukleny nicht mehr erweiterungsfähig waren. Dazu erfolgte der Aufkauf der Grundstücke von Kobylí Doly und der Abriss der Häuser. Nach der deutschen Besetzung und der Übernahme der Škoda-Werke wurden die Bauarbeiten durch die Reichswerke Hermann Göring fortgeführt, wobei die Ausrichtung auf eine militärische Produktion abgeändert wurde. Die Gemeinde erhielt in dieser Zeit den germanisierten Namen Zaunfeld. Am 1. April 1942 wurde Plotiště nad Labem/Zaunfeld mit den Ortsteilen Kobylí Doly/Roßtal und Plácky/Platzka am 1. April 1942 nach Königgrätz eingemeindet. 
Zwischen 1941 und 1943 erfolgte in Roßtal nach einem Projekt des Karlsbader Architekten Adolf Merett der Bau der Gießerei LGK Zaunfeld zur Produktion von Leichtmetallgußteilen für die Junkers Ju 88. Die meisten der Gebäude wurden mit ausgemauerten Stahl- und Eisenbetonskeletten errichtet. Am 4. Juni 1943 erfolgte die Produktionsaufnahme, der jährliche Ausstoß war mit 200 t Silumin und 100 t Elektron prognostiziert. In der ehemaligen Ziegelei Souček entstanden in den Jahren 1943–1944 Luftschutzräume für die deutschen Beamten. Nach dem Ende des Zweiten Weltkrieges wurde das Werk Plotiště wieder Teil der Škoda-Werke; ab 1945 wurden zunächst Brückenkonstruktionen gefertigt, ab 1953 erfolgte in dem nun als Strojírny Plotiště firmierenden Werk die Entwicklung und Herstellung von Dieselmotoren. Von 1958 an firmierte das Motorenwerk als Československé závody naftových motorů, n. p. Praha, závod Plotiště , 1965 wurde es als Werk Hradec Králové Teil des Unternehmens ČKD Praha.
Am 17. Mai 1954 wurde Plotiště nad Labem wieder zu einer eigenständigen Gemeinde im Okres Hradec Králové-okolí; jedoch ohne den früheren Ortsteil Plácky, der nun ebenfalls eine Gemeinde bildete. Seit der Gebietsreform von 1960 gehörte die Gemeinde zum Okres Hradec Králové. Am 26. November 1971 wurde Plotiště nad Labem erneut in die Stadt Hradec Králové eingemeindet. 
Am 3. März 1991 hatte der Ort 1812 Einwohner; beim Zensus von 2001 lebten in den 534 Wohnhäusern von Plotiště nad Labem 1822 Personen.
Das Unternehmen ČKD Hradec Králové wurde 1998 zur DMA Plotiště umgewandelt und ging im selben Jahre in Konkurs. Am 15. August 2001 zerstörte ein Großbrand die Kompressorenhalle. Nachdem im Juni 2002 auch die ČKD Motory in Konkurs gegangen war, erfolgte die Auflösung des Tochterunternehmens HZSP ČKD Hradec Králové. Die BEZ Motory a.s. setzte ab 2003 das Produktionsprogramm fort, im Jahre 2005 stellte sie die Entwicklung und Produktion von Motoren ein. Der Service und Ersatzteilvertrieb wurde 2009 der BEZ Motory Services s.r.o. übertragen. Im Jahre 2012 wurden Planungen zur Errichtung eines Industrieparks auf der ČKD-Brache vorgestellt.

## Ortsgliederung
Der Ortsteil Plotiště nad Labem besteht aus den Grundsiedlungseinheiten Plotiště nad Labem, Plotiště nad Labem-jih, Plotiště nad Labem-průmyslový obvod, U jaroměřské silnice, U jičínské silnice und Za cihelnou.
Der Ortsteil bildet einen Katastralbezirk.

## Sehenswürdigkeiten
- Kirche St. Peter, erbaut 1788 aus dem Vermögen der aufgehobenen Königgrätzer Peterskirche. Sie erhielt vier Glocken, von denen die größten, 1487 und 1507 gegossenen, aus der abgebrochenen Königgrätzer Kirche übernommen wurden. Die erste Instandsetzung erfolgte 1853, eine dazu durchgeführte Sammlung unter den Einwohnern hatte 4648 Gulden 20 Silberkreuzer eingebracht. 2009 wurde die Kirche saniert.
- Kapelle des hl. Isidor
- Jan-Hus-Park mit Jan-Hus-Statue
- Statue des hl. Wenzel, errichtet 1845
- Gefallenendenkmal